# Minensuchboot 1940
| Minensuchboot 1940               | Minensuchboot 1940 | Minensuchboot 1940 |
| -------------------------------- | --- | ------------------ |
|                                  | |                    |
| Klassendetails                   | |                    |
| Schiffstyp:                      | Minensuchboot 1940 |                    |
| Dienstzeit:                      | 1941–1960 |                    |
| Einheiten:                       | ca. 130 |                    |
| Baukosten je Einheit:            | |                    |
| Technische Daten                 | |                    |
| Länge:                           | 62,3 m |                    |
| Breite:                          | 8,9 m |                    |
| Tiefgang:                        | 2,82 m |                    |
| Verdrängung:                     | - Standardverdrängung: 543 ts - Einsatzverdrängung: 775 ts |                    |
| Antrieb:                         | - 2 kohlegefeuerte Marine-Wasserrohrkessel - 2 Verbunddampfmaschinen mit Bauer-Wach-Abdampfturbine - 2700 PS auf zwei Wellen - anfangs 1, später 2 Ruder                                                              |                    |
| Geschwindigkeit:                 | 17,2 kn |                    |
| Reichweite:                      | 4000 sm bei 10 kn |                    |
| Besatzung:                       | anfangs 68, später bis 80 Mann |                    |
| Bewaffnung bei Indienststellung: | - 1 × 10,5-cm-Utof L/45 ohne Schutzschild - 1 × 3,7-cm-Flak - anfangs 2, später 6–7 × 2-cm-Flak, davon 1 Vierling - 6 Wasserbombenabwurfgestelle - Sonderausführungen „Kampfboot“ und „Torpedoschießboot“ siehe links |                    |
| Bewaffnung in der Bundesmarine:  | - 1 × 7,6-cm-Geschütz - 4 × 4-cm-Flak in Zwillingslafetten - 4 × 2-cm-Flak |                    |

Das Minensuchboot 1940 war eine Klasse von Minensuchbooten der deutschen Kriegsmarine.

## Entwicklung und Produktion
Im Verlaufe des Zweiten Weltkriegs sah sich die Kriegsmarine veranlasst, einen gegenüber der vorherigen Klasse Minensuchboot 1935 vereinfachten Bootstyp mit kürzerer Bauzeit zu entwickeln. Der Entwurf lehnte sich an die Minensuchboote der Kaiserlichen Marine vom Typ M 1916 an. Der Typ 1940 konnte auch von kleineren Werften gebaut werden. Das besondere an diesem Typ war, dass die Antriebsanlage wegen des Mangels an Heizöl mit Kohle befeuert wurde.
Zwischen August 1941 und 1944 wurden ungefähr 130 Minensuchboote M 1940 in Dienst gestellt. Sie bekamen die Nummern M 261 bis M 496 (nicht durchlaufend nummeriert). Die 60 auf niederländischen Werften gebauten Boote trugen Vierhunderter-Nummern.
Nachfolgetyp war das etwas größere und stärker bewaffnete Minensuchboot 1943.

## Verwendung

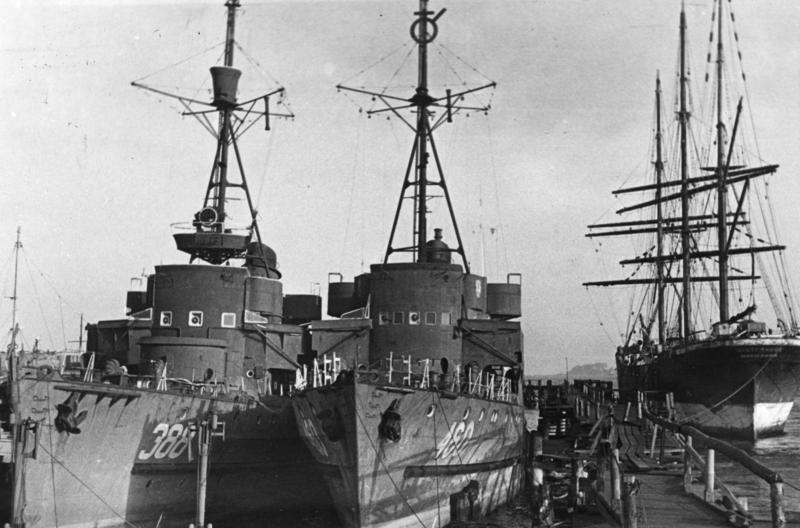
Boote des Typs M 1940 1949 in Kiel, die später als Seehund und Seeigel in der Bundesmarine Dienst taten

Die Boote dieses Typs wurden außer zur Minenräumung auch im Geleitdienst und zur U-Jagd eingesetzt. Ihr Einsatzgebiet waren die nordeuropäischen Gewässer von der Atlantikküste über die Nordsee und die Norwegensee bis zur Ostsee.
Einige im Ärmelkanal eingesetzte Boote waren als „Kampfboote“ (Spitzname Kanal-Zerstörer) stärker bewaffnet: 2 × 10,5-cm hinter Schutzschilden, 3–4 × 3,7- oder 4-cm (je nach Verfügbarkeit), bis zu 8 × 2-cm.
Zwölf Boote erhielten auf der Back als „Torpedoschießboote“ zwei Torpedorohre und einen nachempfundenen U-Boot-Turm. Hier übten angehende Uboots-Kommandanten und -Wachoffiziere das Torpedoschießen.

## Verwendung nach dem Krieg
Viele der im Krieg nicht zerstörten Boote wurden auch nach 1945 zur Minenräumung im Deutschen Minenräumdienst und in anderen unter alliierter Kontrolle stehenden deutschen Seeverbänden eingesetzt. Etliche Boote fuhren noch lange in der Marine der UdSSR, vier in Rumänien gebaute Boote (Democrația-Klasse) wurden erst 2000 ausgemustert und 2001 abgewrackt.
In der Bundesmarine waren von 1956 bis 1960 die Boote Seestern (M 278), Seepferd (M 294), Seehund (M 388), Seelöwe (M 441), Seeigel (M 460) und Seeschlange (M 611 = Typ 1943) im Dienst und bildeten das 2. Minensuchgeschwader.